# Université d'État de Tver
L'université d'État de Tver (en russe : Тверской государственный университет) est une université en Russie sise à Tver. Elle a été fondée en 1870. Son corps enseignant compte environ 720 personnes. Elle accueille environ 10 000 étudiants répartis en 17 facultés et 94 chaires d'enseignement.